# Arhansus
Arhansus är en kommun i departementet Pyrénées-Atlantiques i regionen Nouvelle-Aquitaine i sydvästra Frankrike. Kommunen ligger i kantonen Iholdy som tillhör arrondissementet Bayonne. År 2022 hade Arhansus 67 invånare.

## Befolkningsutveckling
Antalet invånare i kommunen Arhansus
| Referens: INSEE |